# Ligne de Vác à Balassagyarmat
La ligne de Vác à Balassagyarmat ou ligne 75 est une ligne de chemin de fer de Hongrie. Elle relie Vác à Balassagyarmat.